# Nobody (альбом Chief Keef)
Nobody — альбом американського репера Chief Keef, виданий 16 грудня 2014 р. Виконавчий продюсер, гост: 12 Million (також відомий як 12Hunna). Платівка посіла 48-му сходинку американського чарту iTunes.
До делюкс-видання мали потрапити «Tony Hawk», «Coolin», «In tha Stu». Однак цього не сталося й пісні видали на сиквелі. Nobody разом із Nobody 2 увійшов до бокс-сету I Am Nobody (2017).

## Передісторія
У серпні 2014 репер заінстаграмив уривок «Nobody» з участю Каньє Веста. 22 листопада 2014 року, коли Кіф оголосив про вихід 2 грудня 2014 року Nobody: The Album тоді ще анонсованого як реліз продюсера Glo Gang, 12 Million, стало очевидно, що трек «Nobody» потрапив до самостійного проєкту, не бувши частиною Bang 3. Утім вихід альбому перенесли. 15 грудня відбулась прем'єра заголовної пісні.

## Список пісень
| #   | Назва                          | Продюсер(и)            | Тривалість |
| --- | ------------------------------ | ---------------------- | ---------- |
| 1.  | «Aint Just Me»                 | 12 Million             | 2:16       |
| 2.  | «Oh Lawd» (з участю Tadoe)     | 12 Million             | 4:27       |
| 3.  | «Already»                      | OhZoneBeats            | 2:16       |
| 4.  | «Fast n Furious»               | 12 Million             | 1:59       |
| 5.  | «Fishin»                       | OhZoneBeats, ISOBeats  | 4:25       |
| 6.  | «Funny»                        | 12 Million             | 3:19       |
| 7.  | «Gooey»                        | OhZoneBeats, ISOBeats  | 1:29       |
| 8.  | «Hard»                         | Chief Keef             | 3:39       |
| 9.  | «Nobody» (з участю Kanye West) | 12 Million, Kanye West | 4:11       |
| 10. | «Pit Stop»                     | 12 Million             | 3:13       |
| 11. | «Twelve Bars»                  | 12 Million             | 2:19       |
| 12. | «Yeah Now»                     | 12 Million             | 2:22       |

Примітки
- На «Nobody» як семпл використано «Brother's Gonna Work It Out» Віллі Гатча (1973).[8]